# Maria Sadovska-Barilotti
Marija Karpiwna Sadowska-Barilotti (ucraniano: Марія Карпівна Садовська-Барілоттті; Kamjano-Kostuwate, Gobernación de Kherson, Imperio Ruso; * abril de 1855-Odessa, 27 de marzo de 1891) fue una actriz de teatro y cantante de ópera (soprano) ucraniana.

## Biografía
Marija Sadowska-Barilotti era hermana de Ivan Karpenko-Karyj, Mykola Sadowskyj y Panas Saksahanskyj. Después de que su familia se trasladara a Yelizavetgrad, fue a la escuela allí, donde se unió al grupo de teatro estudiantil y participó en la creación de vestuario y decorados, así como actuando en representaciones teatrales en ruso y ucraniano. A partir de 1876, en contra de la voluntad de sus padres, actuó en los grupos de teatro profesional ucranianos de Marko Kropyvnytsky y Mykhaylo Starytsky, así como en el de su hermano Panas Saksahansky. Murió a los 36 años en Odessa y fue enterrada en Yelizavetgrad.

## Enlaces web
- La única hija de Karp Tobilevych en la Historia de la UA (Ucraniano)